# L'Hôtellerie
L'Hôtellerie est une commune française, située dans le département du Calvados en région Normandie, peuplée de 318 habitants.

## Géographie
| Marolles | Piencourt (Eure), Les Places (Eure) | Fontaine-la-Louvet (Eure) |
| Marolles | L'Hôtellerie                        | Thiberville Eure          |
| Marolles | Marolles, Thiberville (Eure)        | Thiberville (Eure)        |

### Hydrographie
La commune est située dans le bassin Seine-Normandie. Elle est drainée par la Paquine,.
La Paquine, d'une longueur de 25 km, prend sa source dans la commune de Drucourt et se jette  dans la Touques à Ouilly-le-Vicomte, après avoir traversé 13 communes. 

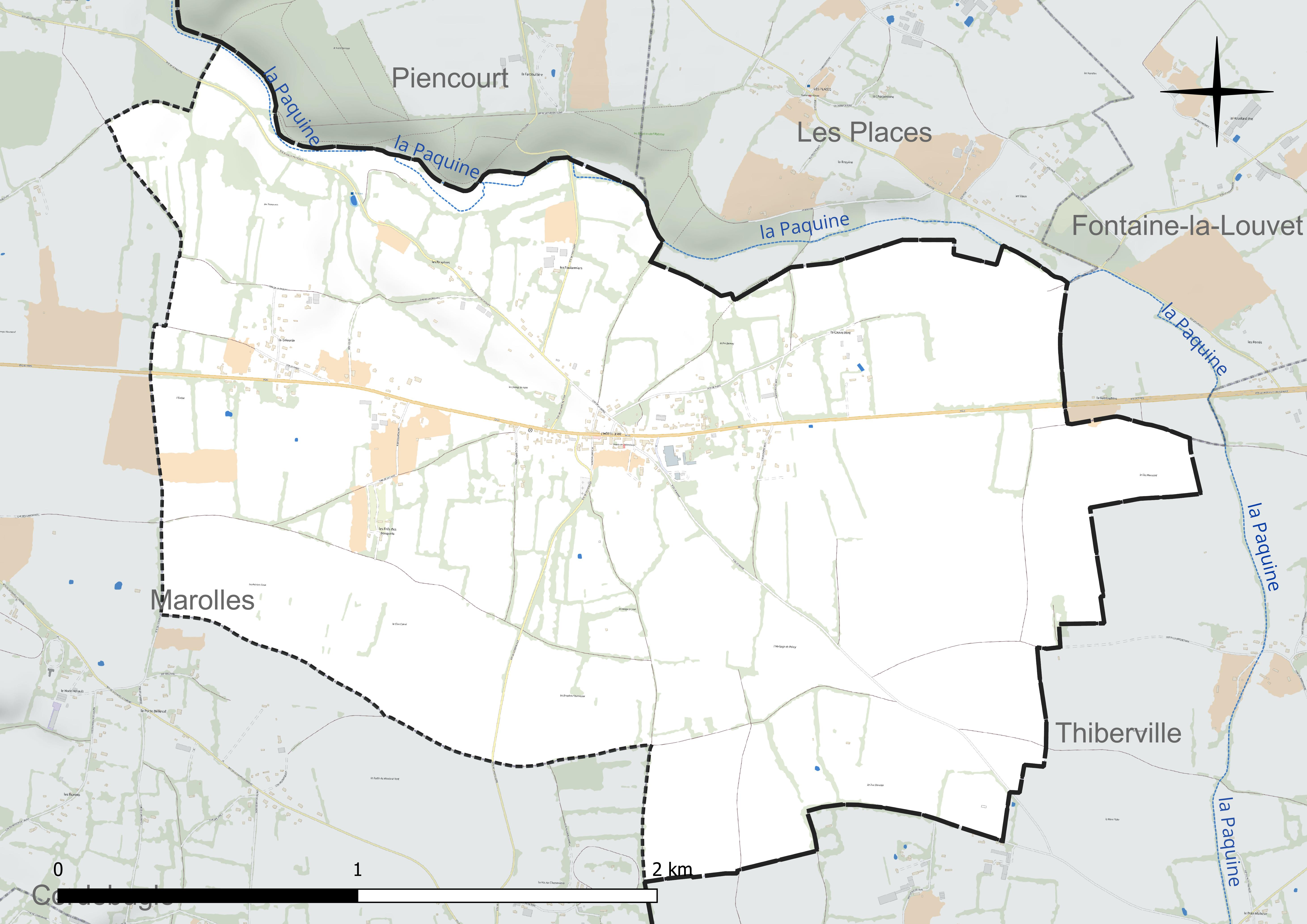
Réseau hydrographique de l'L'Hôtellerie.

### Climat
Pour des articles plus généraux, voir Climat de la Normandie et Climat du Calvados.
En 2010, le climat de la commune est de type climat océanique dégradé des plaines du Centre et du Nord, selon une étude du CNRS s'appuyant sur une série de données couvrant la période 1971-2000. En 2020, Météo-France publie une typologie des climats de la France métropolitaine dans laquelle la commune est exposée à un climat océanique et est dans la région climatique  Côtes de la Manche orientale, caractérisée par un faible ensoleillement (1 550 h/an) ; forte humidité de l'air (plus de 20 h/jour avec humidité relative > 80 % en hiver), vents forts fréquents. Parallèlement le GIEC normand, un groupe régional d'experts sur le climat, différencie quant à lui, dans une étude de 2020, trois grands types de climats pour la région Normandie, nuancés à une échelle plus fine par les facteurs géographiques locaux. La commune est, selon ce zonage, exposée à un « climat contrasté des collines », correspondant au Pays d'Auge, Lieuvin et Roumois, moins directement soumis aux flux océaniques et connaissant toutefois des précipitations assez marquées en raison des reliefs collinaires qui favorisent leur formation.
Pour la période 1971-2000, la température annuelle moyenne est de 10 °C, avec  une amplitude thermique annuelle de 13,5 °C. Le cumul annuel moyen de précipitations est de 861 mm, avec 12,8 jours de précipitations en janvier et 8,7 jours en juillet. Pour la période 1991-2020, la température moyenne annuelle observée sur la station météorologique la plus proche, située sur la commune de Lieurey à 12 km à vol d'oiseau, est de 11,3 °C et le cumul annuel moyen de précipitations est de 893,1 mm,. Pour l'avenir, les paramètres climatiques de la commune estimés pour 2050 selon différents scénarios d'émission de gaz à effet de serre sont consultables sur un site dédié publié par Météo-France en novembre 2022.

## Urbanisme

### Typologie
Au 1er janvier 2024, L'Hôtellerie est catégorisée commune rurale à habitat dispersé, selon la nouvelle grille communale de densité à 7 niveaux définie par l'Insee en 2022.
Elle est située hors unité urbaine. Par ailleurs la commune fait partie de l'aire d'attraction de Lisieux, dont elle est une commune de la couronne,. Cette aire, qui regroupe 57 communes, est catégorisée dans les aires de 50 000 à moins de 200 000 habitants,.

### Occupation des sols
L'occupation des sols de la commune, telle qu'elle ressort de la base de données européenne d'occupation biophysique des sols Corine Land Cover (CLC), est marquée par l'importance des territoires agricoles (100 % en 2018), une proportion identique à celle de 1990 (100 %). La répartition détaillée en 2018 est la suivante : 
terres arables (48,9 %), prairies (46,8 %), zones agricoles hétérogènes (4,3 %). L'évolution de l'occupation des sols de la commune et de ses infrastructures peut être observée sur les différentes représentations cartographiques du territoire : la carte de Cassini (XVIIIe siècle), la carte d'état-major (1820-1866) et les cartes ou photos aériennes de l'IGN pour la période actuelle (1950 à aujourd'hui).

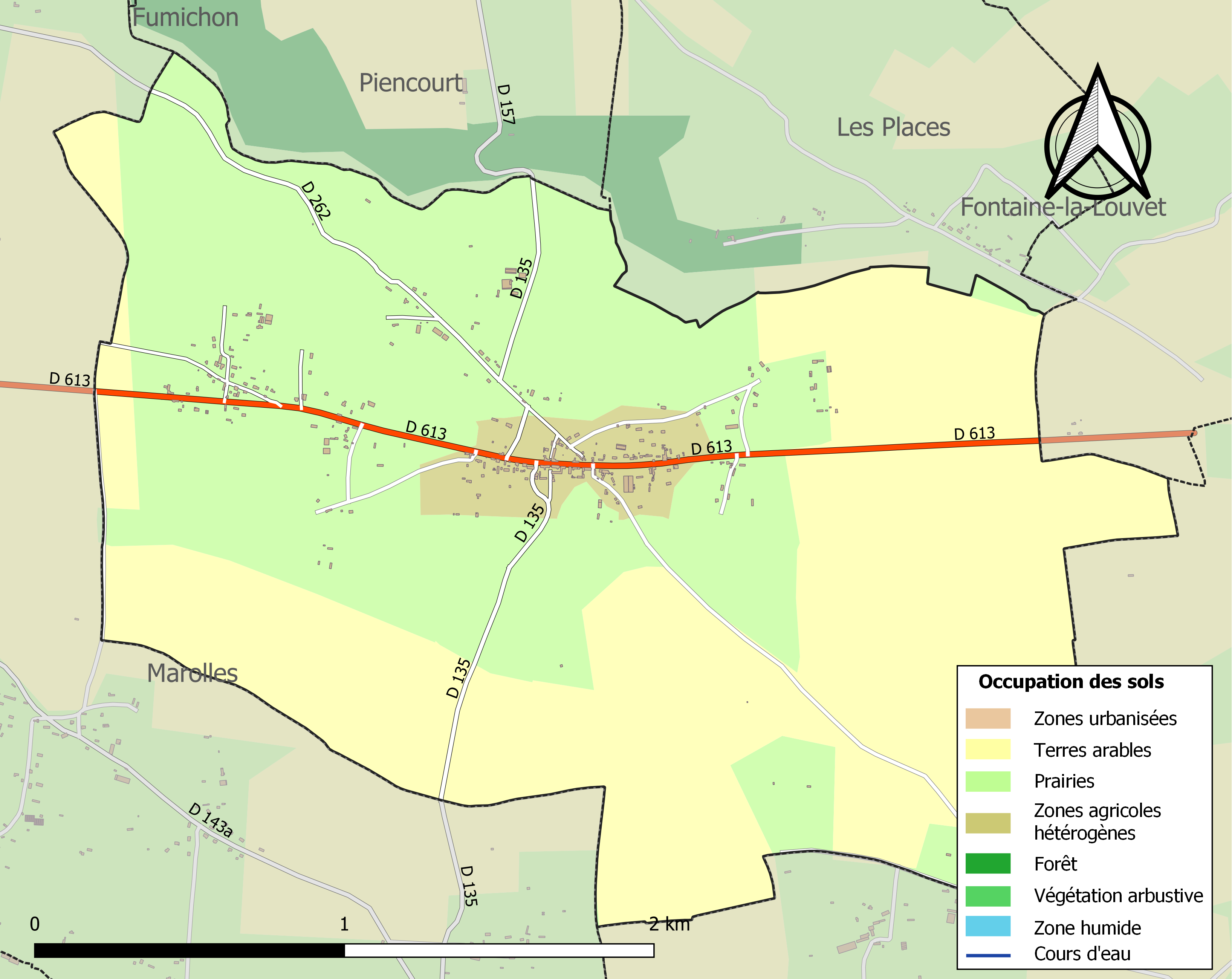
Carte des infrastructures et de l'occupation des sols de la commune en 2018 (CLC).

## Toponymie
Le nom de la localité est attesté sous la forme Hospitallaria en 1195, l'Ostellerie en 1225  (charte de l'hospice de Lisieux, n° 26). 

Ce toponyme est hérité de l'ancien français hostelerie qui désignait un hospice dépendant d'une abbaye ou un évêque où l'on recevait des étrangers, ou, dans un sens plus large, une bâtisse destinée à l'hébergement des voyageurs et pèlerins.
Le gentilé est Hôtellières.

## Histoire
L'Hôtellerie était sous l'Ancien Régime un relais pour les diligences sur la route Caen-Paris.
En 1841, L'Hôtellerie (319 habitants en 1836) absorbe une partie de Saint-Hippolyte-de-Canteloup et de ses 315 habitants, au nord-ouest de son territoire. Le reste du territoire de Saint-Hippolyte-de-Canteloup, dont Saint-Pierre-de-Canteloup qu'elle avait elle-même absorbée en 1824 est répartie entre Marolles (majoritairement) et Fumichon.

## Politique et administration
| Période                                  | Période    | Identité            | Étiquette | Qualité              |
| ---------------------------------------- | ---------- | ------------------- | --------- | -------------------- |
| ?                                        | mars 2001  | Jean Théodose       |           |                      |
| mars 2001                                | avril 2014 | Max Sevestre        | SE        | Animateur commercial |
| avril 2014                               | En cours   | Michèle Ressencourt | SE        | Agricultrice         |
| Les données manquantes sont à compléter. |            |                     |           |                      |

Le conseil municipal est composé de onze membres dont le maire et deux adjoints.

## Démographie
L'évolution du nombre d'habitants est connue à travers les recensements de la population effectués dans la commune depuis 1793. Pour les communes de moins de 10 000 habitants, une enquête de recensement portant sur toute la population est réalisée tous les cinq ans, les populations de référence des années intermédiaires étant quant à elles estimées par interpolation ou extrapolation. Pour la commune, le premier recensement exhaustif entrant dans le cadre du nouveau dispositif a été réalisé en 2005.
En 2022, la commune comptait 318 habitants, en évolution de +1,6 % par rapport à 2016 (Calvados : +1,58 %, France hors Mayotte : +2,11 %).
L'Hôtellerie a compté jusqu'à 524 habitants en 1841, année de l'absorption partielle de Saint-Hippolyte-de-Canteloup.
| 1793 | 1800 | 1806 | 1821 | 1831 | 1836 | 1841 | 1846 | 1851 |
| ---- | ---- | ---- | ---- | ---- | ---- | ---- | ---- | ---- |
| 302  | 251  | 267  | 269  | 281  | 319  | 524  | 488  | 474  |

| 1856 | 1861 | 1866 | 1872 | 1876 | 1881 | 1886 | 1891 | 1896 |
| ---- | ---- | ---- | ---- | ---- | ---- | ---- | ---- | ---- |
| 441  | 386  | 394  | 350  | 363  | 330  | 334  | 266  | 276  |

| 1901 | 1906 | 1911 | 1921 | 1926 | 1931 | 1936 | 1946 | 1954 |
| ---- | ---- | ---- | ---- | ---- | ---- | ---- | ---- | ---- |
| 271  | 219  | 204  | 185  | 190  | 192  | 213  | 205  | 205  |

| 1962 | 1968 | 1975 | 1982 | 1990 | 1999 | 2005 | 2006 | 2010 |
| ---- | ---- | ---- | ---- | ---- | ---- | ---- | ---- | ---- |
| 207  | 212  | 213  | 214  | 217  | 188  | 277  | 289  | 317  |

| 2015 | 2020 | 2022 | - | - | - | - | - | - |
| ---- | ---- | ---- | - | - | - | - | - | - |
| 311  | 318  | 318  | - | - | - | - | - | - |

## Culture locale et patrimoine

### Lieux et monuments
- L'église Saint-Nicolas, du XVIe siècle, dont la charpente est inscrite au titre des monuments historiques depuis le 19 juillet 1926[30]. Les sculptures de la poutre de gloire sont classées à titre d'objets[31]. Située au sud, la croix du cimetière est également inscrite au titre des monuments historiques depuis le 19 juillet 1926[32].
- Le manoir de Blanche de Castille, du XVIIe siècle, à côté de l'église, fait l'objet d'une inscription au titre des monuments historiques depuis le 19 janvier 1927[33].